# ياسوشي تاو
ياسوشي تاو (باليابانية: 田尾安志؛ بالكانا: たお やすし) هو تارينتو ياباني، ولد في 8 يناير 1954 في Nishi-ku, Osaka ‏ في اليابان.

## وصلات خارجية
- ياسوشي تاو على موقع الدوري الياباني لكرة القاعدة (الإنجليزية)
- ياسوشي تاو على موقعبيزبول رفرنس.كوم (الدوري الثانوي) (الإنجليزية)